# Мферембе
Мфере́мбе (англ. Mpherembe) — традиційна громада у складі дистрикту Мзімба Північного регіону Малаві.
Населення — 67292 особи (2018).